# 펌프킨헤드 2
《펌프킨헤드 2》(영어: Pumpkinhead II: Blood Wings)는 미국에서 제작된 제프 버 감독의 1994년 초자연 공포 영화이다. 《펌프킨헤드》(1989)의 속편이다. 앤드루 로빈슨, 에이미 돌런즈 등이 출연하였고, 브래드 크러보이 등이 제작에 참여하였다.

## 출연
- 앤드루 로빈슨
- 에이미 돌런즈
- 솔레이 문 프라이
- J. 트레버 에드먼드
- 힐 하퍼
- 리네이아 퀴글리
- 스티브 커네일리
- 글로리아 헨드리
- 릴리안 쇼반
- 캐런 케이
- J. P. 머누
- 케인 호더

## 기타 제작진
- 공동 제작: 제드 와인트로브
- 배역: 에드 미첼, 로빈 레이
- 미술: 이보 크리스탄테